# Natasha Kampusch
Natascha Maria Kampusch (Beč, 17. veljače 1988.) je mlada djevojka iz Austrije, koja je postala poznata po tome, što je oteta 1998. i držana u zatvoreništvu duže od osam godina. Od otmičara, Wolfganga Priklopila, pobjegla je 23. kolovoza 2006.

## Djetinjstvo
Svoje rano djetinjstvo Natascha je provela s majkom Brigittom Sirny, te ocem Ludwigom Kochom koji su u početku živjeli u izvanbračnoj zajednici, no kasnije su se razišli. Zajedno sa svoje dvije starije sestre te 5 nećakinja živjeli su u Beču, točnije u bečkom okrugu Donaustadtu. Nakon što su se Nataschini roditelji razišli, ona se nastavljala viđati s ocem Ludwigom te se dan prije otmice zapravo vraćala s odmora na kojem je bila s njim. Njezina majka te večeri nije bile kod kuće. Natascha je otišla kat niže do susjede Glaser te ju zamolila da kod nje pričeka majku da se vrati kući. Vrativši se kući kasno navečer, Natashina je majka na svoju kćer počela vikati da "ide u stan i legne u krevet". Nakon toga je sa susjedom Glaser ostala piti do ranih jutarnjih sati. 

## Otmica
Desetogodišnja Natascha napustila je obiteljsku kuću u Donaustadtu 2. ožujka 1998. godine i to uputivši se u školu. Ipak, do tamo nije stigla. Dvanaestogodišnja svjedokinja posvjedočila je da ju je vidjela kako ulazi u bijeli mini bus sa zatamnjenim staklima, dok su druga dva svjedoka izjavila da su uočila slovo G (od GF tj. Gänserndorf) na registarskim tablicama. Dvanaestogodišnja svjedokinja također je izjavila kako je vidjela da je Natasha bila silom uvučena u mini bus dok je istovremeno druga osoba upravljala vozilom. To bi značilo da su dvije osobe sudjelovale u otmici, no Natasha dosad nije tu izjavu potvrdila ni zanijekala.
Policija je 12 godina sumnjala u priču te 12-ogodišnje svjedokinje, samim time što su je školski učitelji proglasili djevojčicom bujne mašte, no ta djevojka zadržala je svoje mišljenje i do danas, 8 godina kasnije. 
Po otmici, slijedila je velika potraga za 10-ogodišnjom Nataschom, no bila je potpuno bezuspješna. Policija je pretražila 700 automobila koji su odgovarali opisu navedenom u izjavi svjedoka. Čak i sam mini bus otmičara Wolfganga Priklopila bio je pod istragom. On je živio u Strasshof an der Nordbahn-u u nižem dijelu Austrije, blizu spomenutog Gänserndorfa, pola sata autom od Beča. No, otmičar je izjavio da je tog dana bio sam kod kuće, a da mu mini bus služi za prijevoz građevinskom materijala pošto je u kući obavljao neke građevinske poslove. Njegov odgovor je u potpunosti zadovoljilo policiju te je sva sumnja sišla s njega. Također, on nikad prije nije imao kriminalni dosje pa nije bilo ni razloga da ga se dalje sumnjiči. Policija je i nakon tog pokušaja nastavila svoju slijepu potragu.
Medijima je servirana informacija da je bijeli mini bus jedini trag koji policija ima te da je to jedina stvar koju u tom trenu mogu istraživati. No to je bio jedini vidljivi trag koji je policija imala. Istraživalo se područje gdje je djevojčica nestala, uključujući pse tragače i čitave timove tragača. Ronioci su pretražili široko područje Beča, a velik broj osoba s kriminalnim dosjeom vezanim uz seksualne kriminalne radnje bio je ispitan i provjeren. Također, razmatrane su bile spekulacije uz krivnju krugova dječje pornografije i trgovinu ljudskim organima.
Natascha je sasvim slučajno na dan otmice uz sebe imala svoju putovnicu pošto je par dana prije otmice bila na obiteljskom putovanju u Mađarskoj te je policija proširila potragu i na druge zemlje; pogotovo Mađarsku. Neutemeljene optužbe koje su se odnosile i na samu obitelj Kampusch još su više zakomplicirale slučaj.
Službenici su također istražili i moguću vezu otmice s kriminalima francuskog serijskog ubojice Michaela Fournireta koji je u to vrijeme također bio aktualan.

## Zatvoreništvo
Natascha Kampusch tokom života u zatočeništvu živjela je u veoma maloj, tajnoj sobici, 2.5 metara pod zemljom sa samo 5 m² prostora. Točnije, dimenzije sobice bile su 2.78m dužine, 1.81m širine, 2.37m visine. Takozvani zatvor nije bio obična spavaća soba. Bio je to zatvoren prostor s dvoja vrata i velikim čeličnim glavnim vratima. Ulaz je bio skriven u Priklopilovoj garaži, a soba nije imala prozora niti je u nju dopirala dnevna svjetlost. Nataschi nije bilo dozvoljeno napuštati taj skučeni prostor za vrijeme noći prvih nekoliko godina svog zatočeništva. Prvih 6 mjeseci zatočeništva bila je neprestano u toj sobici bez ijednog izlaska iz nje. Nakon toga, sve je češće dobivala dopuštenje boraviti u ostatku kuće, no svejedno svake večeri spavala je obavezno u svojoj sobici. U njoj je prebivala također dok je Priklopil bio na radnom mjestu. Nakon nekog vremena sobica je preuređena prema Nataschinim idejama. 
U trenutku kada je policija prvi put pregledala kuću u sobici su nađene novougrađene ljestve koje su vodile ka krevetu, ladice, police na kojima je imala i male šalice, TV, stol, stolicu, WC školjku i umivaonik, vješalice za odjeću, memo ploču i ventilator koji je mješao zrak u sobici- zatvoru.  Soba je bila prepuna papira, knjiga, odjeće, kutija, igara i boca vode. 
Od lipnja 2005. godine Nataschi je bilo dopušteno šetati se po vrtu. 17. veljače 2006. Priklopil joj je dopustio da napušta kuću po potrebi. Nakon toga odveo ju je i na skijanje na nekoliko sati u blizini Beča. Tokom tog vremena nije imala priliku za bijeg. U početku je, ipak, Natascha ovu priču nijekala, no nakon što su joj se podastrli dokazi priznala je njenu istinitost.
Prema Nataschinoj originalnoj izjavi nakon bijega, ona i Priklopil bi se rano ujutro digli i zajedno doručkovali. Priklopil joj je davao knjige, te se sama obrazovala, a prema izjavama njegovog kolege djelovala je sretnom.  Kasnije, kad je generalno objašnjavala svoju izjavu, potvrdila je da se osjećala kao da joj ništa nije falilo tokom svog zatočeništva. Također, izjavila je i da je bila u startu pošteđena mnogih stvari, kao npr. nije bila u prilici početi pušiti, piti alkohol niti zapasti u loše društvo, za razliku od svojih vršnjaka. 
Priklopil je upozorio Nataschu kako su vrata i prozori kuće osigurani eksplozivom te bi pri svakom slučaju njenog mogućeg bijega sve eksplodiralo. Također, tvrdio je da nosi pištolj i da će je ubiti ako pokuša pobjeći. 
Natascha tvrdi da je imala više prilika za bijeg. Priznala je da čak i sam Priklopil ponekad sugerirao načine na koje bi mogla pobjeći. Neki od susjeda čak su u medije pustili i priču da je bilo i slučajeva da bi Priklopil jeo u restoranu dok bi ga Natasha sama čekala u automobilu.

## Bijeg
Natascha Kampusch pojavila se 23. kolovoza 2006. u javnosti. Čistila je i usisavala otmičarev automobil, BMW 850i u vrtu. U 12:53 sati, Priklopil je dobio poziv na svoj mobilni telefon te se odaljio od Kampusch zbog zvuka usisavača. Kampusch je ostavila usisavač uključen i pobjegla iz dvorišta. Trčala je kroz dvorišta i ulicu oko 200 metara tražeći od prolaznika da zovu policiju, ali nitko se nije obazirao. Nakon pet minuta pokucala je na prozor jedne kuće i predstavila se te je žena pozvala policiju koja je stigla u 13:04. Nakon toga Natasha je odvedena u policijsku postaju u gradu Deutsch Wagram. Priklopil je navodno čitav razgovor završio bez da je bio ometen ili prekinut nečime. 
Natascha je bila identificirana prema ožiljku na tijelu, putovnici koja je bila nađena u sobi u kojoj je bila zatočena te kasnije i prema DNA testu. Bila je u dobrom fizičkom stanju iako je bila prilično blijeda, rastresena te je težila tek 48 kilograma, gotovo jednako kao i osam godina prije kada je nestala. U tih 8 godina narasla je samo 15 centimetara.
Savine Freudenberger, prva policijska službenica koja je došla u kontakt s Nataschom nakon njegog bijega, rekla je da je bila iznenađena djevojčinom inteligencijom i vokabularom. Nakon dvije godine zatočeništva Priklopil joj je počeo donositi knjige, novine, također je posjedovala i radio, a gledala je i TV programORF-a poznatog po promoviranju obrazovanja i klasične glazbe. Također, Natascha na to dodaje da je konstantno imala osjećaj da joj nešto nedostaje; deficit koji je nadopunjavala obrazujući samu sebe učeći razne vještine. Na primjer, u zatočeništvu je naučila plesti.
Priklopil se, nakon što je saznao, da policija traga za njim, ubio skočivši pod vlak blizu stanice Nordbahnhof u Beču. Vjeruje se da je predvidio svoje samoubojstvo već prije rekavši Nataschi da ga nikada neće uhvatiti živog.

## Život nakon bijega
Postoje sumnje kako Natascha možda ima i Stockholmski sindrom pa i nakon samog bijega. Natascha je izjavila da tuguje nakon vijesti o Priklopilovom samoubojstvu bez obzira na činjenicu da je od tog čovjeka bila držana u zatvoreništvu punih 8 godina. Ipak, zanijekala je mogućnost postojanja Stockholmskog sindroma u njenom slučaju te je Priklopila jasno nazvala – kriminalcem.
Nakon stotina molbi za ekskluzivnim intervjuom s ovom tinejdžerkom u kojoj su mnogi mediji nudili i pozamašne svote novaca, Natasha se odlučila dati intervju televizijskoj postaji- ORF-u.
Dana 6. rujna 2006. austrijska javna TV - postaja ORF emitirala je eksluzivni intervju s Nataschom Kampusch kojeg je s njom vodio Christoph Feuerstein. Nekoliko sati kasnije emitiralo ga je još 400 TV - postaja širom svijeta.
ORF nije platio taj intervju, no svi oni koji su željeli otkupiti intervju za prikazivanje novac su uplaćivali izravno Nataschi. Intervju je prodan više od 120 zemalja po pristojbi od 290€ po minuti. Procjenjuje se da je sakupljeno i do milijun eura koji će biti donirani ženama u Africi i Meksiku, prema Nataschinoj želji.
Od datuma prvog prikazivanja intervjua interes javnosti za priču Natasche Kampusch bio je enormno velik. 
Dnevne novine Kronen Zeitung te magazin News također su dobili priliku intervjuirati Natashu. Intervju je objavljen 6. rujna 2006. Zauzvrat Natascha je dobila osiguran smještaj, stalan posao i pomoć pri daljnjem obrazovanju.